# Marie Dominique Chenu
Marie-Dominique Chenu, cuyo nombre de nacimiento era Marcel Léon Émile Chenu, (Soisy-sur-Seine, 7 de enero de 1895 - París, 11 de febrero de 1990) fue un sacerdote y teólogo dominico (OP), cercano a los sacerdotes obreros y profesor de teología medieval. Fue «rector» de la Escuela de Teología de Le Saulchoir en Bélgica y fundador del neotomismo. Durante el Concilio Vaticano II fue uno de los teólogos expertos (peritus).

## Biografía
Marie-Dominique Chenu nació en Soisy-sur-Seine el 7 de enero de 1895. Es hijo de un pequeño industrial afincado en Soisy. Sin embargo, fueron sus abuelos, profesores seculares en Bièvres, quienes tuvieron la mayor influencia en su educación: fue por consejo de su abuela que ingresó en el colegio católico de Grandchamp y allí realizó todos sus estudios secundarios. Demostró tener talento para el griego y las matemáticas y se ganó fama de alborotador.
Después de un año (1912-1913) en el seminario mayor de Versalles, ingresó en los dominicos en 1913, a la edad de 18 años. Tomó esta decisión después de que un amigo lo invitara a tomar el hábito en el convento dominico de Saulchoir en Bélgica. Atraído por la vida contemplativa, su bella liturgia, los estudios y la vida comunitaria, su deseo es mantener tanto la contemplación como la acción apostólica. Al finalizar su primer año de noviciado, sus superiores lo enviaron a estudiar filosofía, teología, historia y exégesis en el Angelicum de Roma. Considera la aceptación obligatoria de las veinticuatro tesis tomistas como un “abuso del poder magisterial de la Iglesia”. También se interesó por la enseñanza impartida en la Universidad Gregoriana de los Jesuitas y particularmente por la del cardenal Billot.
Decepcionado por la “ignorancia de la historia” que observaba en sus profesores, comenzó a practicar la exégesis histórica utilizando los métodos de Marie-Joseph Lagrange. Al mismo tiempo, siguió las clases de Réginald Garrigou-Lagrange, un tomista “impregnado de la escolástica wolfiana”. Fue ordenado sacerdote en 1919. Bajo la dirección de Garrigou-Lagrange, preparó una tesis doctoral sobre la doctrina de la contemplación en Tomás de Aquino (De contemplatione), defendida en 1920. Esta tesis contiene in nuce todos los ejes principales de su pensamiento. Chenu analiza la doctrina tomista de la contemplación en relación con Pseudo-Dionisio el Areopagita. Garrigou-Lagrange le critica por introducir la psicología en una actividad esencialmente sobrenatural. Sin embargo, estas diferencias no impidieron que los dos dominicos mantuvieran la estima y la amistad: Garrigou-Lagrange le ofreció el puesto de asistente de maestro, pero Chenu prefirió regresar a Saulchoir. De Roma recordará a los profesores “sin atención al drama de los hombres” y encerrados en una “superortodoxia”.
Fundó el Institut d'études médiévales (Instituto de Estudios Medievales) en Montreal en 1930.
Junto con Yves Congar, OP, fue uno de esos teólogos que apoyaron el movimiento de sacerdotes trabajadores y fue sancionado por el Vaticano a mediados de la década de 1950. Sus libros fueron así colocados en el Índice dos veces. A principios de los años 1980 reconoció la teología de la liberación, y en particular la obra de Gustavo Gutiérrez , como un “ejemplo eminente” de la “nueva teología”.

## Obras
Su obra más célebre es: "La fe en la inteligencia y El Evangelio en la historia".
Aplicó el análisis sociológico a la investigación en la teología y en la obra misionera de la iglesia. En 1957 se publicó en París su obra La teología como ciencia en el siglo XII.
Sus aportaciones teológicas influyeron de forma definitiva en el pensamiento que llevó al Concilio Vaticano II. En las sesiones de dicho concilio participó en calidad de experto y ejerció su influencia principalmente a lo largo de la publicación de la Gaudium et spes.
Chenu es reconocido come el fundador de la Teología de la liberación junto al teólogo Gustavo Gutiérrez, que redactó el primero libro para lo mismo movimiento. Gutiérrez estudió con Chenu cerca del Instituto Católico de París y posteriormente se trasladó en Francia, entrando en la Orden Dominicana.
El 15 de junio de 2003 fue declarado póstumamente Doctor Honoris Causa en la Universidad de Tubinga de la Facultad Católica de Teología.